# Гальчин (Гришковецька селищна громада)
Га́льчин (в минулому — Гальчинець, Малий Гальчин) — село в Україні, у Гришковецькій селищній територіальній громаді Бердичівського району Житомирської області. Чисельність населення становить 310 осіб (2001). У 1923—2019 роках — адміністративний центр колишньої однойменної сільської ради.

## Загальна інформація
Село розташоване обабіч річки Коденки, за 12 км північніше районного центру Бердичева та за 2 км від залізничної станції Рея.
В селі частково збереглася панська садиба, ймовірно кінця XVIII — початку XIX століття, яка належала політику, авантюристу та письменнику Михайлові Чайковському.

## Населення
За довідником 1885 року в селі мешкала 451 особа, налічувалося 68 дворових господарств.
Відповідно до результатів перепису населення Російської імперії 1897 року, загальна кількість мешканців становила 769 осіб, з них православних — 746, чоловіків — 385, жінок — 384.
Наприкінці 19 століття в селі налічувалося 716 мешканців, дворів — 112, у 1906 році — 849 мешканців, дворів — 133, у 1923 році — 1 121 мешканець, дворів — 239.
Відповідно до перепису населення СРСР 17 грудня 1926 року, чисельність населення становила 1 186 осіб, з них 573 чоловіки та 613 жінок; за національністю: українців — 1 158, росіян — 1, поляків — 27. Кількість господарств — 249, з них несільського типу — 5.
На початок 1970-х років село мало 228 дворів із населенням 604 особи.
Відповідно до результатів перепису населення СРСР, кількість населення станом на 12 січня 1989 року становила 368 осіб. Станом на 5 грудня 2001 року, відповідно до перепису населення України, кількість мешканців села становила 310 осіб.

### Мова
Розподіл населення за рідною мовою за даними перепису 2001 року:
| Мова       | Відсоток |
| ---------- | -------- |
| українська | 97,42 %  |
| російська  | 2,58 %   |

## Історія
Село відоме з 1605 року. На околиці Гальчина виявлено залишки поселення бронзової доби. Згадується у люстрації Київського воєводства 1754 року, перебувало в посесії волинського хорунжого Петра Радзимінського, який сплачував подимне з 71 двору.
Колишня власність письменника й політичного діяча Михайла Чайковського, який згадував, що під час Коденської розправи 1768 року його дід, Міхайло Глембоцький, випускав гайдамаків та відправляв їх на слободи", у навколишні села, в тому числі у Гальчинець. Після підтримки ним польського Листопадового повстання 1830 року, створення з розкріпачених селян козацьких загонів і поразки повстання маєток М. Чайковського конфісковано.
У другій половині 19 століття — село у Житомирському повіті Волинської губернії. Входило до православної парафії в Кодні, лежало біля Сьомаків, була дерев'яна церква. Державна власність, раніше належало письменникові Михайлові Чайковському.
За довідником 1885 року — колишнє державне село Солотвинської волості Житомирського повіту Волинської губернії, на струмку Жабокрик. Були церковна парафія, школа, заїзд.
Наприкінці 19 століття — Гальчинець, село Солотвинської волості Житомирського повіту Волинської губернії. Лежало на струмку Жабокрик, за 30 верст від Житомира, за 3 версти від найближчої поштової станції в Реї, за 15 верст від найближчої залізничної станції Бердичів, за 10 верст від волосного центру с. Солотвин. Парафія входила до 2-го благочинного округу Житомирського повіту. Дерев'яну покриту бляхою церкву збудовано 1791 року за кошти парафіян. При ній у 1881 році збудовано дерев'яну дзвіницю. Церква була стара та маловмісна, тому планувалося будівництво нової. Землі при церкві близько 70 десятин, за якістю — переважно важкоглинисті ґрунти низької родючості. З 1872 року діяла церковно-парафіяльна школа. До парафії належали сільця Сьомаки (суміжне), Рея (3 версти) та Агатівка (3 версти). Дворів 174, вірян 1 413 обох статей. Сусідні парафії: Половецьке (3 версти), Солотвин (10 верст).
У 1906 році — Гальчинець, село Солотвинської волості (5-го стану) Житомирського повіту Волинської губернії. Відстань до губернського центру, м. Житомир, становила 32 версти, до волосного центру, с. Солотвин — 8 верст. Найближче поштово-телеграфне відділення розміщувалося на станції Рея.
У 1923 році включене до складу новоствореної Гальчинської сільської ради, яка 7 березня 1923 року увійшла до складу новоутвореного Солотвинського (згодом — Коднянський) району Житомирської округи; адміністративний центр ради. Розміщувалося за 6 верст від районного центру с. Солотвин. 17 червня 1925 року, в складі сільської ради, передане до Бердичівського району Бердичівської округи. Відстань до районного центру м. Бердичів становила 12 верст, до окружного центру в Бердичеві — 12 верст, до найближчої залізничної станції Рея — 1,5 версти. 3 вересня 1930 року, в складі сільської ради, передане до приміської смуги Бердичівської міської ради Української РСР.
Під час Голодомору 1932—1933 років загинуло 29 осіб.
28 червня 1939 року, в складі сільської ради, увійшло до відновленого Бердичівського району Житомирської області.
На фронтах Другої світової війни воювали 230 селян, 87 з них нагороджені орденами й медалями, 143 загинули. На їх честь у 1957 році встановлено пам'ятник.
В радянські часи в селі розміщувався відділок хмелерадгоспу «Рея». У селі були восьмирічна школа, будинок культури, бібліотека, фельдшерсько-акушерський пункт, дитячі ясла, три магазини.
17 травня 2018 року увійшло до складу новоутвореної Гришковецької сільської територіальної громади Бердичівського району Житомирської області.

## Гальчинець у літературі
У 1837 році, знаходячись в еміграції у Франції, письменник Михайло (Міхал) Чайковський, видав збірник «Козацькі оповідання» («Powieści kozackie»). До цього збірника увійшло оповідання «Могила» («Mogiła»), дія якого відбувається в Гальчинці. Також село з'являється на сторінках новел (гавенд) «Зимова ніч. Спогади з Гальчинця» (Zimowa noc. Wspomnienie z Halczyńca) та «Осінній день. Спогади з Гальчинця» («Dzień jesienny. Wspomnienie z Halczyńca»). Також село згадується у «Записках Михаила Чайковского (Садик-Паши)».

## Відомі люди
- Павленко Дмитро Полікарпович (1917—1986) — Герой Соціалістичної Праці.
- Панасюк Юрій Володимирович (1984—2015) — молодший сержант Збройних сил України, учасник російсько-української війни.
- Чайковський Михайло Станіславович (Садик-Паша; 1804—1886) — політичний діяч і письменник.